# هاني السالمي
هاني السالمي هو كاتب قصص وروائي فلسطيني، ولد سنة 1978م في مخيم خان يونس - قطاع غزة. 

## حياته
بدأ شغفه بالكتابة مُنذ أن كان طفلًا، حيث كان يكتب على جدران البيوت ومقاعد المدرسة.
انحاز قلب السالمي للكتابة، وربطته علاقات مع مجموعة من الكتاب الفلسطينيين في غزة، وكان وما زال متأثراً بالروايات، خصوصاً الخيالية. وفي سنة 2007م، قرأ هاني السالمي صدفة إعلاناً لجائزة لكتّاب الرواية الشباب، من طرف مؤسسة عبد المحسن القطان، وكان يبلغ عمره آنذاك 27 سنة، ولفتته قيمة الجائزة التي كانت 5 آلاف دولار أميركي، وكانت مهلة تقديم العمل بعد شهرين من صدور الإعلان، ويجب تقديم هندام مميز بالنسبة للسالمي.
حصل على المرتبة الأولى في الجائزة، وفي اليوم التالي وجد اسمه يسطع في الصحف المحلية كأول غزي يحصل على هذه الجائزة منافساً بذلك الكتّاب في الضفة الغربية والشتات الفلسطيني والداخل الفلسطيني.
طبعت رواية السالمي بثمن الجائزة من طرف المؤسسة، وأصبح اسمه يتداول بين الكتّاب الفلسطينيين، وبدأ يعمل في مؤسسات المجتمع المدني عبر مشاريع عديدة كناشط اجتماعي ومنشط شبابي ثم بدأ يدرب في مجال الكتابة الإبداعية وكتابة القصص لكل من فئتي الأطفال والشباب، والدعم النفسي عبر الكتابة. ثم عمل مع مؤسسات تعني بالتعليم والثقافة.
تزوج هاني السالمي عام 2008، ولديه أربع فتيات؛  قمر الابنة الكبرى، وسما الابنة الثانية، وسوار الابنة الثالثة، وجودي الابنة الصغيرة. يعتبرهن أربع روایات، واستطاع غرس حب القراءة في بناته، حتى أنهن يحضرن في كثير من المرات إليه ليخبرنه أنهن وجدن اسمه في المكتبة الخاصة بمدرستهن، ويطلبن منه المجيء  إلى المدرسة ليتحدث عن بعض قصصه أمام زميلاتهن. 
في عام 2014م، بدأت ظروف هاني السالمي المعيشية بالتدهور فهو لم يحظَ بالعمل مع أيّ من المؤسسات الثقافية أو التعليمية، وترك الناس القراءة في هذا العصر والبعض في صراعهم لتأمين لقمة العيش، وبدأ عمله من روائي إلى بائع قهوة.
عن الكتابة بالترافق مع أزمة العيش، يقول:
«لا يجوز أن أكتب وأنا جائع. أسرتي تحتاج إلى دخل مالي للعيش، وبناتي يحتجن لمتابعة الدراسة».
هكذا قرر أن يبتاع من أحد أصحاب بسطات المشروبات عربته، وأحضر بعض الأدوات المنزلية ليباشر العمل عليها.

## أعماله
كتب السالمي مجموعة من القصص والروايات ومن أشهرها «الندبة».
كما من مؤلفاته أيضا راوية «الجنة الثانية» (رسائل جلعاد شاليط لأمه) في سنة 2011 عن دار ميم للنشر والتوزيع في الجزائر وروايات أخرى:
- «ماسة»
- «سر الرائحة»
- «الظل يرقص معي»
- «قلب طابو»
- «الأستاذ الذي خلع بنطاله»
- «الحافلة رقم 6».

و كتب قصتان للأطفال «سر الرائحة» سنة 2009، و«حين اختفى وجه هند» عام 2010 عن دار أوغاريت للنشر والتوزيع برام الله، كما قام بكتابة رواية «المسيح الأخير» لكنّه لم يراجعها بسبب عدم امتلاكه لجهاز كومبيوتر.

## جوائزه
حصلت أول رواياته «النُّدبة» على الإشادة في مسابقة الكاتب الشاب وفاز بجائزة «عبد المحسن القطان» عام 2007، ونال الجائزةَ نفسَها عام 2011م عن روايته «هذا الرصاص أحبه». وصدرت عن جمعية الثقافة والفكر الحر- غزة العام 2008.
وتلقى عروضاً عديدة من دور النشر، وأكمل مسيرته في كتابة روايات وقصص مثل «سر الرائحة» و «الظل يرقص معي»....
و كتب رواية «الجنة الثانية» التي حصلت على تقييم مرتفع، كما وصلت رواياته وقصصه إلى كثير من دول العالم.